# 天主教基沙达教区
天主教基沙達教區（拉丁語：Dioecesis Quixadensis）是羅馬天主教在巴西的一個教區，屬福塔萊薩總教區。
1971年3月13日升為教區。包括塞阿拉州中北部十市，2010年有教友281,000人，佔轄區總人口89.8%。教區下轄十九個堂區，有四十二名司鐸。現任教區主教為安熱盧·皮尼奧利。